# 7629 Foros
7629 Foros (1977 QK1) là một tiểu hành tinh vành đai chính được phát hiện ngày 19 tháng 8 năm 1977 bởi Chernykh, N. S. ở Nauchnyj.